# Liste der Monuments historiques in Fontenoy-la-Joûte
Die Liste der Monuments historiques in Fontenoy-la-Joûte führt die Monuments historiques in der französischen Gemeinde Fontenoy-la-Joûte auf.

## Liste der Immobilien
| Bezeichnung       | Beschreibung            | Standort                  | Kennzeichnung | Schutzstatus | Datum | Bild           |
| ----------------- | ----------------------- | ------------------------- | ------------- | ------------ | ----- | -------------- |
| Kapelle St-Pierre | aus dem 13. Jahrhundert | nördlich des Ortes (Lage) | PA00106032    | Inscrit      | 1939  | weitere Bilder |